# Верхний Ист-Сайд
Верхний Ист-Сайд (англ. Upper East Side) — квартал в Манхэттене.
Его границами являются Пятьдесят девятая и Девяносто шестая улицы, а также Центральный парк и Ист-Ривер. С начала XX века Верхний Ист-Сайд известен как «Район шёлковых чулок», потому что считается одним из наиболее дорогих и престижных жилых районов Нью-Йорка. Ещё в конце XIX века знаменитые американские промышленные магнаты стали возводить там свои фешенебельные апартаменты.
Квартал также славится обилием музеев, количество которых там уступает лишь столице страны Вашингтону. Наибольшая концентрация их приходится на отрезок Пятой авеню от 82-й до 104-й улицы, известный как «Музейная миля». Там располагаются Метрополитен-музей, музей Соломона Гуггенхейма и Коллекция Фрика.